# سوسام (روستا)

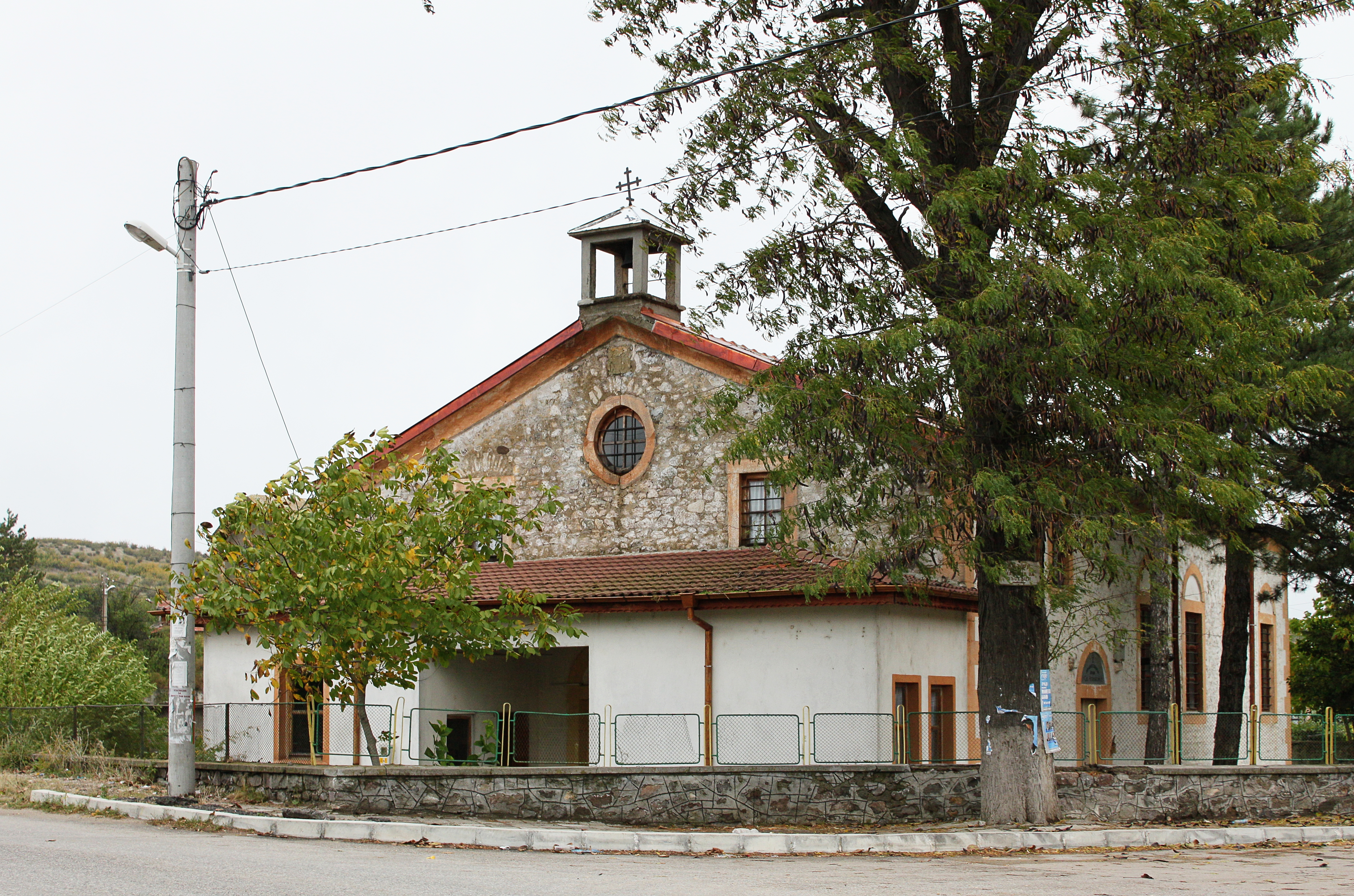
روستای سوسام، ناحیه هاسکوو، بلغارستان

سوسام (به بلغاری: Susam) یک منطقهٔ مسکونی در بلغارستان است که در Mineralni Bani واقع شده‌است.